# Dempasar

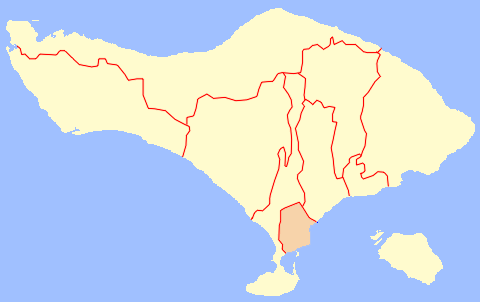

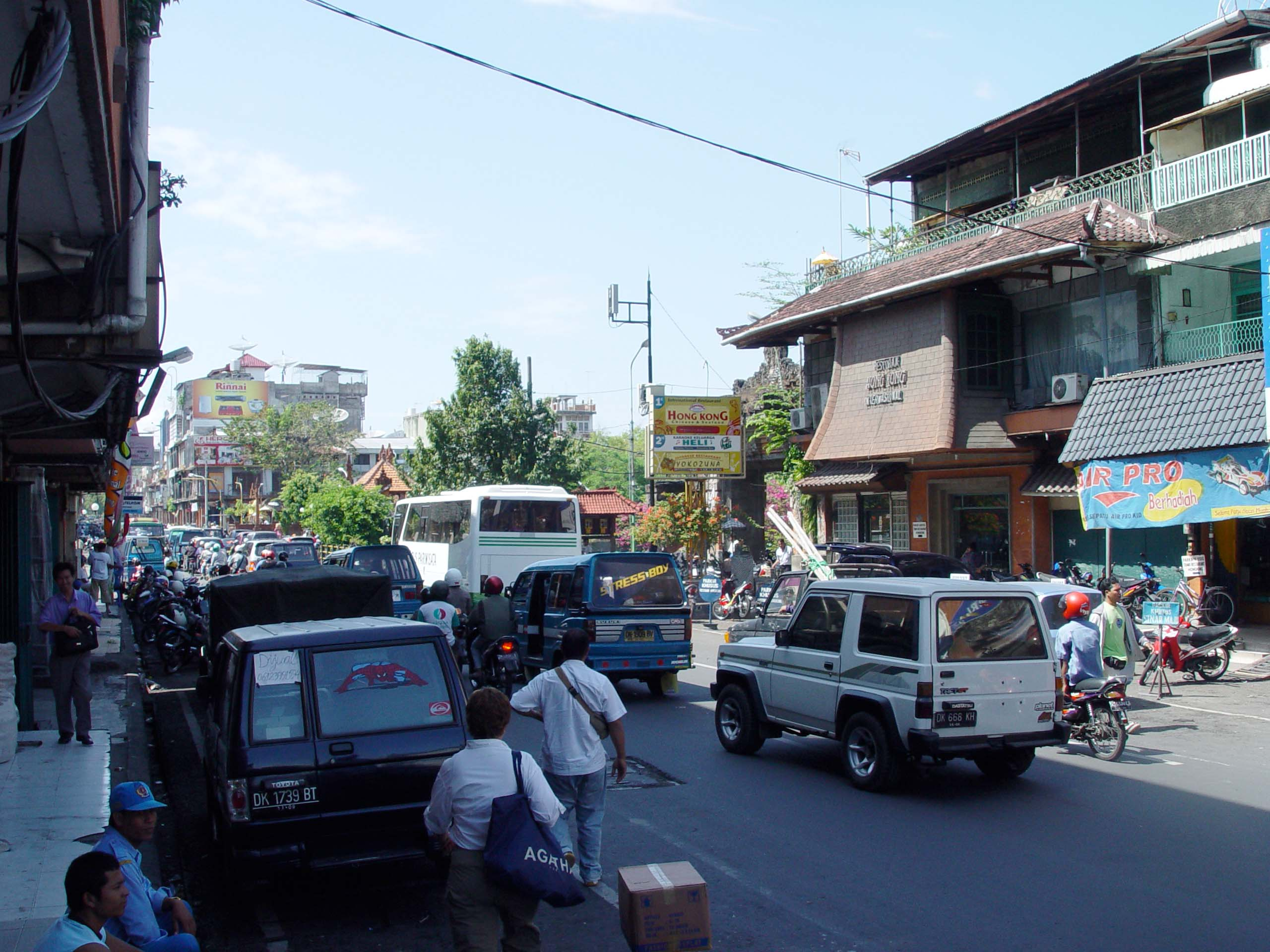
Dempasar

Dempasar sau Denpasar este capitala provinciei Bali, Indonezia (8°39′S 115°13′E.). Numele Dempasar înseamnă în limba indoneziană lângă piață, iar cea mai apropiată piața este Pasar Badung care este cea mai mare și cea mai aglomerată piața din Bali.
Dempasar a fost, înainte, capitala provinciei Bandung (în sudul insulei) incluzând Sanur, portul Benoa și insula Serangan, dar după 1992, și-a primit autonomia.

## Populația
Are o populație de aproximativ 600 000 de locuitori (491 000 în 2002 si 370 000 în 1997), din aceasta cauza este o capitala foarte aglomerată având în vedere suprafața sa de 123,98 km². Locuitorii sunt descendenții emigranților chinezi, arabi, indieni care au venit în Bali în scopul comerțului, cu sute de ani în urmă. Mai târziu, aici s-au stabilit și locuitori din celelalte insule, mai ales din Java, iar acest amestec de naționalități, dau capitalei un aer de metropolă, care nu seamănă cu tradiția balineză din celelalte părți ale insulei.

## Clima
| Date climatice pentru Denpasar           | Date climatice pentru Denpasar | Date climatice pentru Denpasar | Date climatice pentru Denpasar | Date climatice pentru Denpasar | Date climatice pentru Denpasar | Date climatice pentru Denpasar | Date climatice pentru Denpasar | Date climatice pentru Denpasar | Date climatice pentru Denpasar | Date climatice pentru Denpasar | Date climatice pentru Denpasar | Date climatice pentru Denpasar | Date climatice pentru Denpasar |
| Luna                                     | Ian                            | Feb                            | Mar                            | Apr                            | Mai                            | Iun                            | Iul                            | Aug                            | Sep                            | Oct                            | Nov                            | Dec                            | Anual                          |
| ---------------------------------------- | ------------------------------ | ------------------------------ | ------------------------------ | ------------------------------ | ------------------------------ | ------------------------------ | ------------------------------ | ------------------------------ | ------------------------------ | ------------------------------ | ------------------------------ | ------------------------------ | ------------------------------ |
| Maxima medie °C (°F)                     | 33.0 (91,4)                    | 33.4 (92,1)                    | 33.6 (92,5)                    | 34.4 (93,9)                    | 33.1 (91,6)                    | 31.4 (88,5)                    | 30.4 (86,7)                    | 29.6 (85,3)                    | 31.4 (88,5)                    | 33.6 (92,5)                    | 32.7 (90,9)                    | 33.0 (91,4)                    | 32,47 (90,44)                  |
| Minima medie °C (°F)                     | 24.1 (75,4)                    | 24.2 (75,6)                    | 24.0 (75,2)                    | 24.8 (76,6)                    | 24.1 (75,4)                    | 23.5 (74,3)                    | 23.0 (73,4)                    | 22.5 (72,5)                    | 22.9 (73,2)                    | 23.7 (74,7)                    | 23.5 (74,3)                    | 23.5 (74,3)                    | 23,65 (74,57)                  |
| Precipitații mm (inches)                 | 345 (13.58)                    | 274 (10.79)                    | 234 (9.21)                     | 88 (3.46)                      | 93 (3.66)                      | 53 (2.09)                      | 55 (2.17)                      | 25 (0.98)                      | 47 (1.85)                      | 63 (2.48)                      | 179 (7.05)                     | 276 (10.87)                    | 1.732 (68,19)                  |
| Nr. mediu de zile ploioase               | 27                             | 22                             | 20                             | 9                              | 8                              | 6                              | 4                              | 4                              | 8                              | 12                             | 16                             | 22                             | 158                            |
| Sursă: World Meteorological Organisation |                                |                                |                                |                                |                                |                                |                                |                                |                                |                                |                                |                                |                                |